# Конак Радића у Малом Борку
Конак Радића се налазио у Малом Борку, на територији општине Лајковац, грађен крајем 19. века. Због ширења површинског копа рудника Колубара и исељења места, конак је, заједно са конаком Брене Михајловић пресељен у Лајковац. Конак представља непокретно културно добро као споменик културе од великог значаја.

## Изглед конака
То је двоетажна зграда правоугаоне основе, димензија 9,40х12,32m, са четвороводним кровом и бибер црепом као покривачем. Етаже су на фасадама одвојене профилисаним венцима, а изражајним, више профилисаним венцима завршавају се зидне површине. Конак је зидан опеком, као и сводови међуспратне конструкције. на ослонцима сводова уграђени су челични носачи. Таванска и кровна конструкција су дрвене.
Двокрилни прозори као и врата на собама, веома квалитетно су урађени, док су спољна врата новија и знатно лошије израде. Подови у приземљу су од опеке као и у ходнику спрата, док је у осталим просторијама дрвени патос. Цело приземље је, осим дела где је степениште, имало функцију оставе. На спратном делу су три собе за спавање, две мање са једне стране ходника и једна нешто већа са његове друге стране. Све собе су загреване гусаним пећима које су се ложиле из ходника, где и сада постоје два ложишта са металним вратанцима. Конак је у функцији и веома добро очуван.
Као зграда која идејним концептом просторног плана одражава услове сеоског живота, а начином грађења утицај градске средине, конак Радића представља образац прелазног типа стамбене архитектуре села на простору Тамнаве и северне Србије у последњој четвртини 19. века.